# Allmersbach im Tal
Allmersbach im Tal – miejscowość i gmina w Niemczech, w kraju związkowym Badenia-Wirtembergia, w rejencji Stuttgart, w regionie Stuttgart, w powiecie Rems-Murr, wchodzi w skład wspólnoty administracyjnej Backnang. Leży ok. 15 km na północny wschód od Waiblingen, w Lesie Szwabsko-Frankońskim.